# Cossutia
Cossutia (Ier siècle av. J.-C.) est une femme romaine noble du Ier siècle av. J.-C.

## Origines
Nous ne savons rien de sa famille, si ce n'est qu'elle fait partie de la gens des Cossutii, une famille de la noblesse équestre de Rome et probablement originaire de Corinthe. 

## Mariage avec César
Selon Suétone (Jules César, I) elle est fiancée à Jules César vers 84 av. J.-C., alors que celui-ci porte la toge prétexte. Il la répudie un an plus tard pour épouser Cornélie, fille de Cinna. Mais Plutarque ne se limite pas au fait que Jules César se fiance avec elle, laissant planer le doute sur un éventuel mariage. En effet, il est assez ambigu dans sa Vie de César (V) : il parle de Cornélie comme la première épouse de César alors que Pompeia devient sa troisième épouse, laissant ainsi un trou entre ces deux femmes dans la vie de César. Cossutia est donc la seconde épouse de César ou bien la première fiancée du futur dictateur : la question reste ouverte.

## Désaccords au sujet du mariage
Dans le passé, il est communément admis que César et Cossutia sont mariés, mais des opinions plus récentes divergent. Parmi ceux qui soutiennent que César n'a jamais été marié à Cossutia figurent Ludwig Friedrich Otto Baumgarten-Crusius, Napoléon III, Charles Merivale, James Anthony Froude, Theodore Ayrault Dodge, William Warde Fowler, Ernest Gottlieb Sihler, Adolf von Mess, et John Carew Rolfe. L'auteur français Marie-Nicolas Bouillet cite Cossutia en premier, puis Cornelia, Pompeia, et Calpurnia, comme épouses de César. L'historien antique Plutarque ignore largement Cossutia, mais la nomme comme l'une des épouses de César. Suétone utilise également le mot pour désigner un divorce officiel lorsqu'il décrit la séparation,.